# Москалёв, Владимир Викторович
Владимир Викторович Москалёв (род. 3 сентября 1986, Воронеж) — российский футбольный судья. Имеет категорию ФИФА.

## Карьера
Профессионально в футбол не играл. Выступал за детско-юношеские команды родного города, но в 15 лет был вынужден закончить занятия спортом из-за травмы. Тогда же впервые попробовал себя в качестве рефери.
В 2014 году был самым молодым судьёй, обслуживающим матчи РФПЛ в качестве главного судьи. Первый матч в Премьер-Лиге судил 30 августа 2014 года, «Мордовия» — «Торпедо», где сразу же показал 9 жёлтых карточек, одна из которых стала второй для игрока.
Всего за сезон 2014/2015 он провёл 14 матчей, в которых показал 52 жёлтых карточки, 4 из которых стали вторыми, 2 красные карточки, и назначил 5 пенальти.
В сезоне 2015/16 отработал 22 игры (по данным на 24 мая 2016 года), в следующем — 14.
5 декабря 2019 года судейский комитет ФИФА утвердил список международных судей на 2020 год, в этом списке был Владимир Москалёв.